# Suwanee
Suwanee è una città degli Stati Uniti d'America, situata nello Stato della Georgia e in particolare nella contea di Gwinnett.

## Sport
- Atlanta Trojans - pallacanestro